# 土坛树
土坛树（学名：Alangium salviifolium）为山茱萸科八角枫属的植物。分布于非洲、泰国、马来西亚、印度尼西亚、印度、越南、斯里兰卡、尼泊尔、菲律宾、老挝以及中国大陆的广东、广西等地，生长于海拔1,200米的地区，常生长在疏林中，目前尚未由人工引种栽培。

## 别名
割舌罗（海南植物志）